# Tobias Jehle
Tobias Jehle (* 20. Mai 1885 in Schaan; † 12. April 1978 in Grabs, Kanton St. Gallen) war ein liechtensteinischer Bauunternehmer und Politiker (FBP).

## Biografie
Jehle war einer der Söhne von Urban Jehle und dessen Frau Walburga (geborene Hemmerle). Er war Bürger der Gemeinde Schaan und arbeitete als Senn, Maurer und Gipser, bevor er in den 1920er Jahren als Bauunternehmer tätig wurde. Von 1930 bis 1942 war er Mitglied des Gemeinderates seiner Heimatgemeinde und fungierte von 1942 bis 1957 als deren Gemeindevorsteher. Des Weiteren war er von 1936 bis 1942 Ersatzrichter am Staatsgerichtshof. Von 1949 bis 1953 war Jehle, der Mitglied der Fortschrittlichen Bürgerpartei war, Abgeordneter im Landtag des Fürstentums Liechtenstein.
Jehle war ledig und starb 1978 im Spital Grabs.